# Bathytricha
Bathytricha là một chi bướm đêm thuộc họ Noctuidae.

## Các loài
- Bathytricha aethalion Turner, 1944
- Bathytricha leonina (Walker, 1865)
- Bathytricha monticola Turner, 1925
- Bathytricha phaeosticha Turner, 1931
- Bathytricha truncata (Walker, 1856)